# 杨楷 (隋朝)
杨楷（6世纪—618年），隋文帝孙。史料没有明说他的父亲是隋文帝的哪位皇子。
开皇十年（590年）正月乙未，封华阳王。
黄门侍郎元岩的女儿有姿色，性婉顺，被选为杨楷的王妃。不久杨楷被废黜幽禁。元妃侍奉他愈发谨慎，每看到杨楷有忧惧之色，就陈说义理安慰他，杨楷很敬重她。
大业十四年（618年）三月，右屯卫将军宇文化及发起江都兵变，弑隋炀帝，杨楷亦遇害。宇文化及赐元妃给党羽元武达。元妃不屈，被元武达严辞怒挞一百余下后自毁容貌，血泪交下，元武达释放了她，但她仍以不能早死致使险遭侵辱为罪，绝食而死。

## 延伸阅读
[在维基数据编辑]
 《北史·卷091》，出自李延壽《北史》
 《隋書·卷80》，出自魏徵《隋书》